# Renate Jürgens-Pieper
Renate Jürgens-Pieper (* 5. April 1951 in Braunschweig) ist eine deutsche Politikerin (SPD). Sie war von 1998 bis 2003 niedersächsische Kultusministerin und, von 2000 an, auch stellvertretende Ministerpräsidentin. Von 2007 bis 2012 war sie Senatorin für Bildung und Wissenschaft und von 2011 bis 2012 zusätzlich Senatorin für Gesundheit der Freien Hansestadt Bremen.

## Biografie
Nach dem Abitur 1970 an der Ricarda-Huch-Schule in Braunschweig absolvierte Jürgens-Pieper ein Lehramtsstudium der Fächer Biologie und Chemie an der Technischen Universität Braunschweig, welches sie 1975 mit dem ersten Staatsexamen für das Höhere Lehramt beendete. Nach dem Referendariat legte sie 1977 das zweite Staatsexamen ab und war danach bis 1990 als Lehrerin an der Wilhelm-Bracke-Gesamtschule in Braunschweig tätig. Von 2003 bis 2007 war sie wissenschaftliche Mitarbeiterin bei der Friedrich-Ebert-Stiftung.
Sie ist verheiratet und hat zwei Kinder.

### Politik
Jürgens-Pieper trat 1972 in die SPD ein, engagierte sich aber ab 1985 bei den Grünen. Seit 1994 ist sie wieder Mitglied der SPD.
Zur Kommunalwahl in Niedersachsen 2006 wurde sie von der SPD als Kandidatin für das Amt der Oberbürgermeisterin der Stadt Wolfsburg nominiert.
Im ersten Wahlgang am 10. September 2006 errang sie in der Direktwahl zum Amt des Oberbürgermeisters 26,2 % der Stimmen. Die Stichwahl am 24. September 2006 verlor sie mit 39,2 % der Stimmen deutlich gegen den Amtsinhaber Rolf Schnellecke (CDU), der 60,8 % der Stimmen erreichte.
Von 1985 bis 1990 gehörte sie dem Rat der Gemeinde Schwülper an.
Nachdem nach der Landtagswahl 1990 in Niedersachsen unter Ministerpräsident Gerhard Schröder eine Rot-Grüne Koalition gebildet wurde, wurde Renate Jürgens-Pieper, noch als Mitglied der Grünen, im Juni 1990 zur Staatssekretärin im Kultusministerium ernannt. Dieses Amt behielt sie auch, nachdem die Grünen nach der Landtagswahl 1994 im Juni 1994 aus der Landesregierung ausgeschieden waren und die SPD eine Alleinregierung bilden konnte. Renate Jürgens-Pieper beklagte sich über mangelnde Unterstützung in ihrer Partei, kehrte im Oktober 1994 zur SPD zurück und blieb noch bis 1998 Staatssekretärin. 
Nach der Landtagswahl 1998 wurde sie am 30. März 1998 schließlich zur Kultusministerin des Landes Niedersachsen ernannt. Unter anderem reformierte sie die Beteiligungsrechte der Elternschaft (Telefon-Hotline). In diesem Amt gehörte sie auch den von Gerhard Glogowski (1998 bis 1999) und Sigmar Gabriel (ab 1999) geführten Landesregierungen an. Ab dem 13. Dezember 2000 war sie außerdem stellvertretende Ministerpräsidentin. Nachdem die SPD bei der Landtagswahl 2003 ihre Mehrheit verloren hatte, schied sie am 4. März 2003 aus dem Amt. 
Als es in Bremen nach der Bürgerschaftswahl 2007 zur Bildung einer rot-grünen Koalition unter dem Präsidenten des Senats und Bürgermeister Jens Böhrnsen (SPD) kam, wurde Jürgens-Pieper am 29. Juni 2007 in Nachfolge von Willi Lemke (SPD) zur Senatorin für Bildung und Wissenschaft der Freien Hansestadt Bremen gewählt. Carl Othmer (SPD), vormals Ministerialdirigent im Niedersächsischen Kultusministerium, folgte ihr und wurde Staatsrat in Bremen. 
Vom 30. Juni 2011 bis zu ihrem Rücktritt zum Dezember 2012 war Jürgens-Pieper Senatorin für Bildung, Wissenschaft und Gesundheit der Freien Hansestadt Bremen. Nachfolgerin als Senatorin  für Bildung und Wissenschaft wurde am 13. Dezember 2012 Eva Quante-Brandt (SPD). Neuer Gesundheitssenator wurde Hermann Schulte-Sasse (Parteilos).

### Kontroversen
Im Zusammenhang mit dem Tod von drei Frühgeborenen im Klinikum Bremen-Mitte wurde 2011 ein parlamentarischer Untersuchungsausschuss eingerichtet worden, der unter anderem klären sollte, ob Jürgens-Pieper als Senatorin für Gesundheit und als Aufsichtsratsvorsitzende der „Gesundheit Nord“ (dem Träger des Klinikums) eine politische und administrative Verantwortung trage. Die öffentliche Beweisaufnahme begann am 19. Dezember 2011. Nach Informationen des Weser Kurier stand der Vorwurf im Raum, dass die mangelhaften Hygienebedingungen im Bremer Klinikum – die nach Erhebung des Institutes für angewandte Qualitätsförderung und Forschung im Gesundheitswesen (AQUA) schlechter als in 90 Prozent der vergleichbaren 337 deutschen Krankenhäuser seien – mit von Jürgens-Pieper zu verantwortenden „strukturellen, personellen und organisatorischen Mängeln“ zusammenhingen, vor allem im Hinblick auf die Unterausstattung mit Personal im Öffentlichen Gesundheitswesen des hochverschuldeten Bundeslandes. Vor dem Untersuchungsausschuss räumte Jürgens-Pieper ein, dass „bei den Ärzten und Pflegekräften zu schnell“ gespart worden sei –  allerdings vor ihrer Amtszeit.
Ein Konflikt um den Bildungshaushalt führte 2012 schließlich zum Rücktritt als Senatorin. Jürgens-Pieper war nach eigenen Worten nicht bereit, das „strukturelle Defizit“ im Bildungshaushalt des bei Bildungsvergleichen immer wieder extrem schlecht abschneidenden Landes Bremen zu akzeptieren. Sie beklagte, dass ihr aus ihrer Sicht notwendige zusätzliche Mittel für Bildung nicht zugestanden wurden.